# يو إف سي على إي إس بي إن: أسبينال ضد تيبورا
يو إف سي على إي إس بي إن: أسبينال ضد تيبورا (بالإنجليزية: UFC Fight Night: Aspinall vs. Tybura)‏ هو حدث لفنون القتال المختلطة نظمته يو إف سي، أُقيم في 22 يوليو 2023، على ذا أوه2 أرينا في لندن، إنجلترا.